# Mentrestido
Mentrestido es una freguesia portuguesa del municipio de Vila Nova de Cerveira, con 4,87 km² de superficie y 264 habitantes (2011). Su densidad de población es de 54,2 hab/km².